# ニコン映画用レンズの一覧
ニコン映画用レンズの一覧はニコンおよびその前身である日本光学工業が製造した映画用レンズの一覧。

## Cマウント
16mm撮影用。
- シネニッコール6.5mmF1.8 - 最短撮影距離0.15m。アタッチメントはφ72mmねじ込み。
- シネニッコール10mmF1.8 - 最短撮影距離0.3m。アタッチメントはφ40.5mmねじ込み。
- シネニッコール13mmF1.8 - アタッチメントはφ40.5mmねじ込み。
- シネニッコール25mmF1.4 - 最短撮影距離0.6m。アタッチメントはφ40.5mmねじ込み。
- シネニッコール25mmF1.8 - アタッチメントはφ40.5mmねじ込み。
- シネニッコール50mmF1.8 - 最短撮影距離1m。アタッチメントはφ40.5mmねじ込み。
- シネニッコール75mmF2 - 最短撮影距離1.2m。アタッチメントはφ40.5mmねじ込み。
- シネニッコール100mmF2.8 - 最短撮影距離1.2m。アタッチメントはφ40.5mmねじ込み。
- シネズームニッコール17-85mmF2.2 - 最短撮影距離1.4m。アタッチメントはφ52mmねじ込み。
- シネズームニッコール17-85mmF2.5 - 最短撮影距離1.5m。アタッチメントはφ52mmねじ込み。

## Dマウント
8mm撮影用。
- シネニッコール6.5mmF1.9 - アタッチメントはφ26.5mmねじ込み。
- シネニッコール13mmF1.9 - アタッチメントはφ14.5mmねじ込み。
- シネニッコール38mmF1.9 - アタッチメントはφ26.5mmねじ込み。

上記は白鏡胴の前期型。のちに新設計の黒鏡胴になりアタッチメントサイズも
変更された。
他にF1.8シリーズもある。外観は上記F1.9シリーズの後期型と酷似しており、
6.5mmと38mmの絞り目盛りは不等間隔のままだが少し広くなり扱いやすくなった。
何故か13mmのみ従来のまま更新されていない。
当初、Cine-Nikon（未発売の８mmシネ・カメラ）用に設計されたがカメラが
未発売に終わったため量産には至らず、13ｍｍF1.8と38mmF1.8のみが販売された。
販売された筐体のデザインは試作段階のものとは違っている。

## カメラ固定
- ニッコールズーム8.8-45mmF1.8 - ニコンスーパーズーム8に固定。
- ニッコールズーム7.5-60mmF1.8 - ニコン8×スーパーズームに固定。10群14枚。最短撮影距離1.2m。アタッチメントはφ52mmねじ込み。
- シネニッコールズーム7-70mmF1.4 - ニコンR10スーパーに固定。最短撮影距離1.5（マクロ時0.17）m。
- シネニッコールズーム7.5-60mmF1.8 - ニコンR8スーパーに固定。最短撮影距離1.2（マクロ時0.13）m。